# 福島重廣
福島 重廣（ふくしま しげひろ）は日本の工学者。専門は計測工学や知能情報学。

## 来歴
熊本県立玉名高等学校を経て京都大学工学部を卒業後、同大学大学院工学研究科を修了した。1973年から運輸省電子航法研究所に技官として勤務した。
1974年から京都工芸繊維大学に移り助手や講師を歴任した。1989年からは九州工業大学に移り助教授となった。この間、1983年に京都大学より論文"Digital image analysis of a class of gastric radiograms"（胃X線充満像のディジタル画像解析）にて工学博士号を取得している。
2003年からは九州大学の教授を務めている。